# Festival Internacional de Cine Estudiantil
El Festival Internacional de Cine Estudiantil o Student Film Festival fue fundado en la Ciudad de México en 2012 con el propósito de crear un punto de encuentro entre jóvenes creadores alrededor del mundo. Durante dos años el festival dio cita a creadores de cortometrajes en un evento que reunió a más de 70 trabajo de 29 nacionalidades distintas. Sitio web

## Historia
El Festival Internacional de Cine Estudiantil fue fundado en la Ciudad de México en el año 2012 por los estudiantes Rodrigo Díaz, Mercedes Del Rio y María García, quienes fueron directivos del Festival. El evento comenzó siendo una exhibición de algunos cortometrajes, en su principio fue planteado como una muestra fílmica. Fue transformado en un Festival más tarde, tras la recepción de más de 70 cortometrajes de 29 países para su segunda edición. El festival es organizado por una Asociación Civil no lucrativa y recibe financiamiento tanto de instituciones públicas como de la iniciativa privada. 
Desde un principio el Festival se estableció con los objetivos de fomentar el trabajo de jóvenes creadores, crear un espacio para jóvenes que están interesados en el medio artístico y crear un punto de unión entre varios países por medio de estudiantes.
Fundadores
- Rodrigo Díaz Hernández, Presidente del festival, estudiante en la Ciudad de México, ganador de reconocimientos como director de cortometrajes.[3]
- Mercedes Del Rio Provencio, Directora, quien ha participado en trabajos de cortometrajes mexicanos, es también una estudiante en la Ciudad de México.
- María García Madrigal, desempeña el trabajo de Coordinadora General y es también fundadora del festival, es estudiante en la Ciudad de México y ha trabajó como Productora en un cortometraje ganador de un certamen del Centro de Estudios Cinematográficos de la UNAM.

## Organización
El Festival es organizado en su totalidad por estudiantes de México, cada año se integran más jóvenes como voluntarios o participantes de éste. Cuenta con el apoyo de instituciones gubernamentales como la Secretaría de Cultura e IMCINE, además de patrocinios privados y medios aliados.

## Sede
El Festival tiene como propósito la mayor difusión posible, es por ello que el Festival se lleva a cabo en espacios públicos de la ciudad, plazas culturales y comerciales y teatros.

## Invitados Especiales
El evento contó en sus dos ediciones con distintos invitados especiales como: Christiane Burkhard, Rafael De Villa, Carlos Padilla, Alejandro Ramírez, Giovanna Zacarias, entre otros

## Ediciones

### Primera edición
Fue llevada a cabo en abril de 2012, fue una muestra fílmica que duró un día y se realizó en los cines del Centro Nacional de las artes.

#### Cortometrajes Participantes
| Nombre del Cortometraje        | País          | Director       |
| ------------------------------ | ------------- | -------------- |
| God Bless                      | Rusia         | Alina Kotova   |
| Alcoholic Taste                | Italia-Canadá | Pedram Rahini  |
| Pulso Capital                  | México        | Rodrigo Díaz   |
| El Disfraz del Cielo           | España        | Javier Marco   |
| La Materialización de un Miedo | México        | Carlos Gallego |

### Segunda edición
Fue llevada a cabo en noviembre de 2013, siendo el primero en la modalidad de festival, que duró cuatro día. Fue llevado a cabo en el Centro de Cultura Digital, Movie Company, Universidad Anáhuac y en plazas públicas de la Ciudad de México

#### Cortometrajes Ganadores[6]
| Nombre del Cortometraje      | País           | Director                    | Premio                        |
| ---------------------------- | -------------- | --------------------------- | ----------------------------- |
| Eskimo                       | Ucrania        | Mariia Ponomarova           | Mejor Cortometraje Ficción    |
| Im Kreis Music for 12 Cellos | España         | Júlia Obiols y Agnès Padrol | Mejor Cortometraje Documental |
| Lumin                        | Estados Unidos | Bekah Nunn y Tom Richner    | Mejor Cortometraje Animación  |
| Atomes                       | Bélgica        | Dufeys Arnaud               | Grand Prix                    |

## Actividades
El Festival cuenta con varias actividades:
- La exhibición de los trabajos cinematográficos, estos son tanto en espacios cerrados como al aire libre.
- Conciertos, de bandas y orquestas juveniles.
- Exposiciones de fotografías de los cortometrajes.
- Conferencias, con los ganadores de cada categoría, en las que el público puede preguntarles acerca de la realización de sus cortometrajes y más.
- Ceremonia de Clausura, siendo el evento final del Festival, aquí se exhiben los cortometrajes ganadores, junto con la presentación de actos de baile y música de grupos formados por jóvenes.

## Convocatoria y participantes
La convocatoria se organizaba anualmente, permitiendo la participación de estudiantes de escuelas, universidades e institutos de cine, con cortometrajes de una duración de (1 a 30 minutos) realizados en el último año.

## Competencia
El festival recibe cortometrajes en las categorías de:
- Ficción
- Documental
- Animación
- Cine Mudo

La selección de los trabajos es por medio del jurado, el cual está conformado por cinco cineastas mexicanos que se especializan en cada categoría.

## Difusión y Alcance del Evento
El evento alcanzó una fuerte difusión en otros países, esto evidenciado en el número de países y cortometrajes recibidos en la última edición. Sin embargo en la México, el evento no llegó a ser respaldado por el IMCINE (Instituto Mexicano de la Cinematografía) quien aporta financiación y controla un registro de festivales en el país.
Al terminar la segunda edición, fue anunciado a través de su sitio web, que el festival no continuaría su organización.